# 牛アスペルギルス症

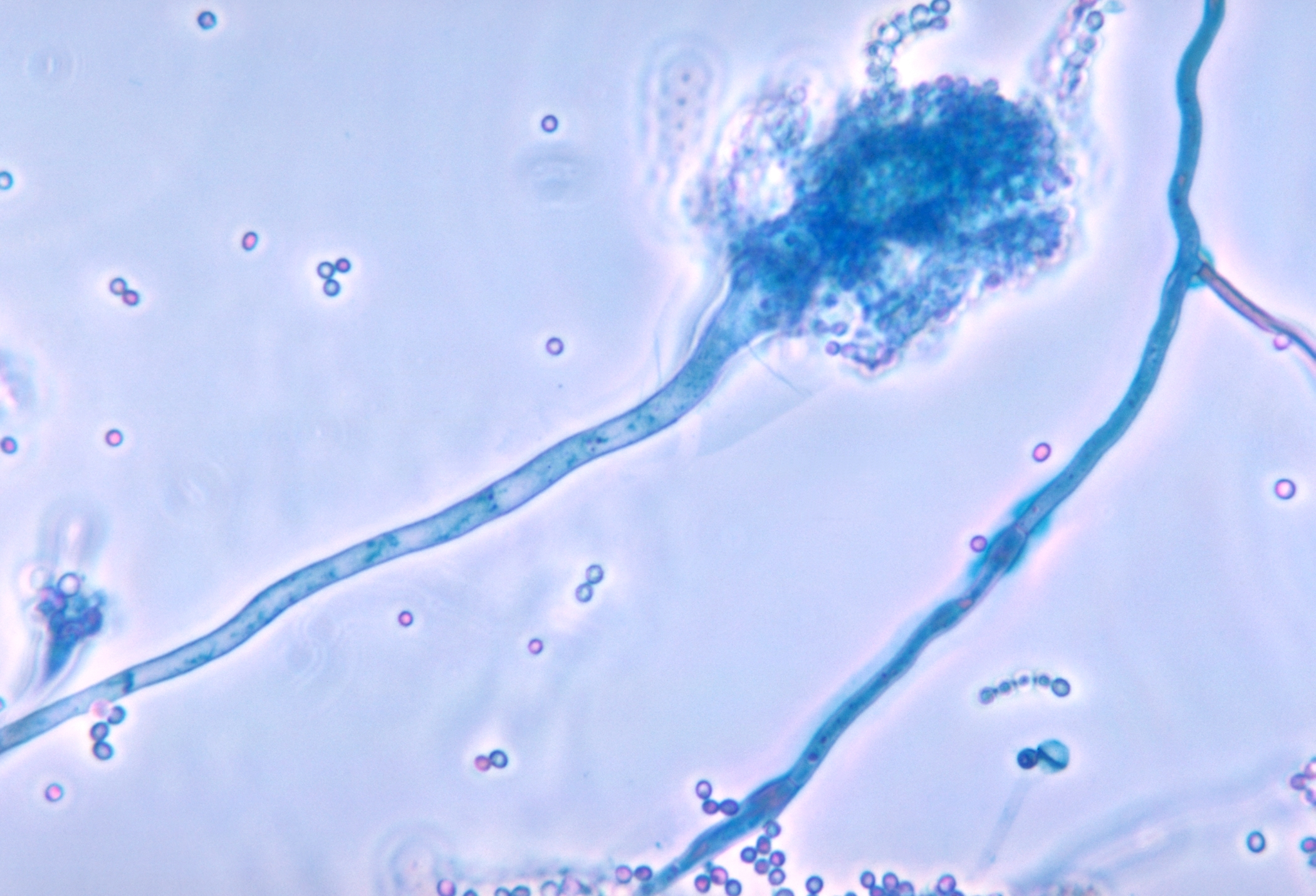
Aspergillus fumigatus

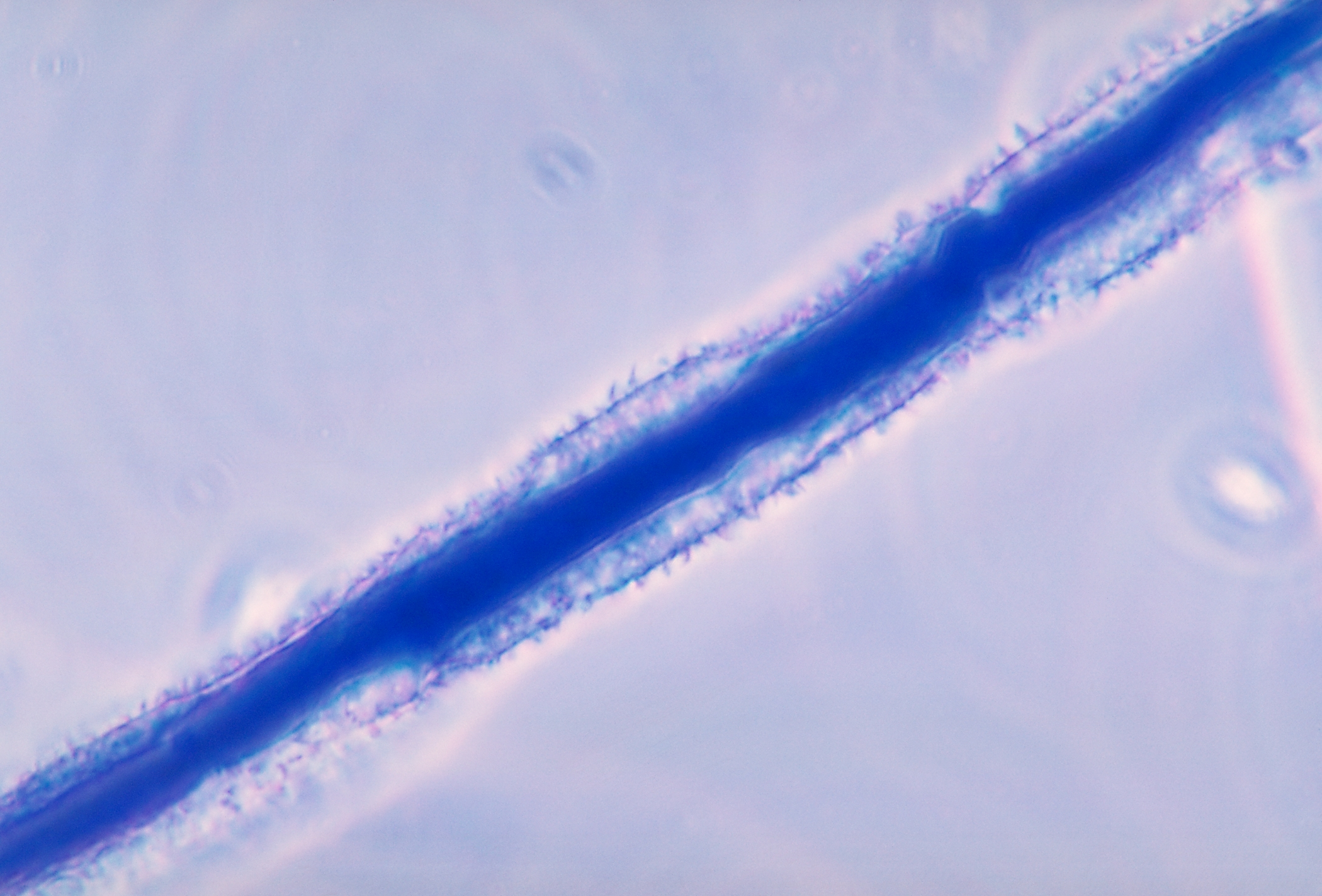
Aspergillus flavus

牛アスペルギルス症（うしアスペルギルスしょう、英:aspergillosis in cattle）とはAspergillus属感染を原因とするウシの感染症。主に Aspergillus fumigatus が原因であるが、稀にアスペルギルス・フラバス（Aspergillus flavus）も原因となる。Aspergillus属の多くは宿主の免疫能力の低下により感染が成立し、感染牛の肺では肉芽腫性炎が認められ、妊娠牛では妊娠6-8ヶ月で流産を引き起こす。